# Florian Furtwängler
Florian Furtwängler (Bad Wiessee, 10 marzo 1935 – Monaco di Baviera, maggio 1992) è stato un regista cinematografico, attore e sceneggiatore tedesco.
Era nipote del compositore e direttore d'orchestra Wilhelm Furtwängler, e zio dell'attrice Maria Furtwängler.

## Filmografia

### Attore
- Morgen in Alabama, regia di Norbert Kückelmann (1984)
- Der lange Sommer - film per la televisione (1989)

### Regista e sceneggiatore
- Zum Abschied Chrysanthemen (1974)
- Tommaso Blu (1987)